# 翠微股份
北京翠微大廈股份有限公司，簡稱北京翠微大廈股份、北京翠微大廈、翠微大廈，以及翠微股份（英語：Beijing Cuiwei Tower Co.,Ltd.，上交所：603123），於1996年由北京翠微集團有限公司設立首家前身為「翠微大廈」，專門經營百货零售业。1997年11月18日，翠微大厦正式开业，2003年1月23日改制为股份公司，现有翠微百货、当代商城、甘家口百货三个品牌。
董事長為匡振兴。總部位於北京市海淀区复兴路33号。招股價為9元人民幣，發行新股為7,700万股，而集資額為6.93億元人民幣，而股份則在2012年5月3日於上海證券交易所上市。

## 連結
- CWJT.com （页面存档备份，存于）